# 人生わははっ!
「人生わははっ!」（じんせいわはは）は、2013年1月9日発売の風男塾の9thシングル。発売元はインペリアルレコード。

## 概要
通常盤と初回限定盤A・Bとイベント限定盤が発売された。初回限定盤にはDVDが付属している。
メンバーは、武器屋桃太郎、青明寺浦正、緑川狂平、赤園虎次郎、流原蓮次、瀬斗光黄、愛刃健水、雪村涼真。
NHKのアニメ「銀河へキックオフ!!」のエンディングテーマ。

## 収録曲
全曲　作詞：はなわ、編曲：成田忍

### 通常盤
1. 人生わははっ！
  - 作曲：はなわ・ヒロイズム
2. 雪の夜
  - 作曲：youwhich
3. センパイの彼女
  - 作曲：Thomas Troelsen&Grace Tither

### 初回限定盤A・B
1. 人生わははっ！
2. 雪の夜

### イベント限定盤
1. 人生わははっ！
2. 雪の夜
3. センパイの彼女